# アメダス

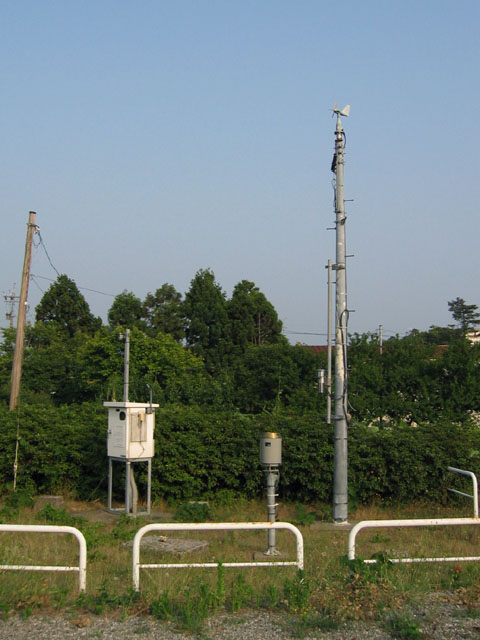
運用中アメダス（石川県小松市）

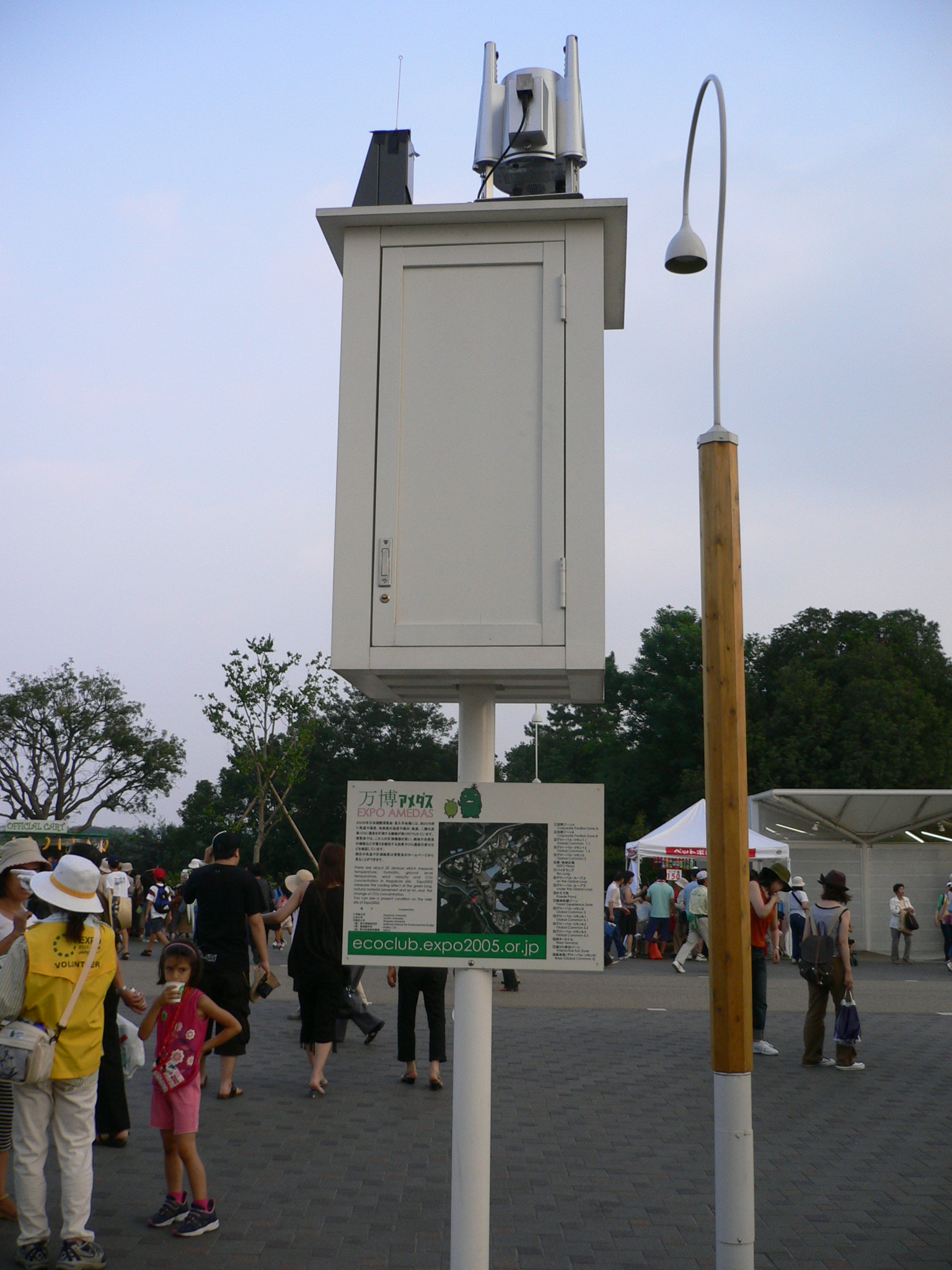
愛・地球博会場に設置されていた万博アメダス（気象庁が設置するものとは異なる）

アメダス（AMeDAS：Automated Meteorological Data Acquisition System）は、日本国内約1,300か所の気象観測所で構成される気象庁の無人観測施設「地域気象観測システム」の略称である。

## 概要
地域気象観測所（通称アメダス観測所）は、日本国内約1,300か所に設置され、うち約840か所で降水量、気温、湿度、風向・風速の4要素を観測、さらに豪雪地帯に所在する約330か所では積雪の深さも観測している。観測網の密度は降水量が約17キロメートル、4要素の観測点は約21キロメートル間隔である。おおむねメソβスケール（20キロ - 200キロ規模）の現象把握が可能で、都府県単位の気象現象の把握に効果を発揮するが、近年問題となっている集中豪雨や雷、突風など、局地現象の把握には不適である。なお、局地現象の把握は気象レーダーが得意とする分野であり、本システムとは別に整備が進められている。観測で得られたデータは携帯電話回線などを通じて気象庁内の地域気象観測センター（通称アメダスセンター）へを1分ないし10分毎ごとに集信され、データの品質チェックを経たのち配信される。
地震や火山噴火などに代表される大規模災害の発生によって、通常よりも弱い気象現象で災害が発生する危険性が長期的に継続する場合や観測所自体が被災した場合には、アメダスの臨時観測点が設けられる[要出典]。過去には雲仙普賢岳、兵庫県南部地震、2000年有珠山および三宅島の噴火、2008年岩手・宮城内陸地震、2021年熱海市伊豆山土石流災害などで臨時観測所が設置された。

### 歴史
気象予報の強化には、大雨・突風・大雪など気象状況の詳細で迅速な把握を要するが、1960年代から1970年代前半まで日本国内の公的な気象観測地点は、おおむね100キロ間隔に配置された気象官署、気象レーダー、有人気象通報拠点の気象通報所、委託式気象観測所の区内観測所で構成されており、人手で観測が実施される関係でデータの報告頻度や観測精度に課題を抱えていた。そこで、観測を自動・無人化して報告速度とデータ精度を向上させることを目的としてアメダスが開発された。運用開始は1974年11月1日で、1979年3月に国内1,316地点で観測所の整備を完了、積雪深計は1977年12月1日に秋田県内で試験運用を始め、1979年11月1日に正式運用を開始。1993年2月に10分毎の臨時配信を開始した。2006年3月18日から空港出張所、航空測候所、航空地方気象台の観測値もアメダスに取り込む。

#### 新アメダス
2008年3月26日にアメダスデータ等統合処理システム（新アメダス）の運用が開始された。新アメダスでは気温の観測頻度が従来の10分間隔から10秒間隔へと高まり、加えて最大瞬間風速の観測所数が従来の約150か所から約380か所へと拡大。開始当初は気象台・測候所・特別地域気象観測所の計154か所とアメダス観測所230か所を合わせて384か所が接続された。残りの地点は2008年度以降、順次接続している。

#### 観測種目の変更
2021年3月4日より、アメダス（自動気象観測システム）の観測機器の更新が開始された。この更新では、集中豪雨の予測精度向上のため新たに湿度計が設置されたほか、従来の風車式風速計に代わり駆動部がない超音波式風速計が導入され、信頼性が向上した。一方で、気象観測衛星の技術進歩により日照時間の推計精度が向上したことから、日照計は廃止された。

### 名称
「地域気象観測システム」の英語訳は当初 "Automatic Meteorological Data Acquisition System" で、略称は頭文字のAMDASではなく、アクロニムでAMeDAS（雨出す）としたほうがおもしろいとの提案が採用され、略称を "AMeDAS"、読みを「アメダス」とした。のちに英語訳は "Automated Meteorological Data Acquisition System" に変更されたが、略称は継続して用いられている。

### 課題
アメダス観測の課題は、観測精度を維持するための観測所の保守管理が依然として必要なことである。
例えば、2010年9月に京都府京田辺市にあるアメダスの温度計を含む通風筒につる植物が巻きついていたとする報道を受け、気象庁がアメダス全1,277か所を緊急点検し、京田辺は気温・雨量、ほか14か所は雨量観測に不適切な環境で、京田辺を含む7か所で実際に観測結果に影響があったとして、気象庁の統計に用いないこととした事例がある。

## アメダス観測所の詳細

### 観測気象要素

#### 降水量
- 0.5ミリメートル（ミリ）単位で観測する[15]。統計値は1ミリ単位、2008年3月26日から0.5ミリ単位で扱う。
- 雪・あられなどは溶解後に雨と合わせて計測する[15]。
- 転倒ます型雨量計で計測する[15]。

#### 気温
- 摂氏0.1度単位で観測する[15]。
- 温度変化による白金の電気抵抗変化を応用した電気式温度計で計測する[15]。

#### 湿度
- 線状降水帯をはじめとする集中豪雨の予測精度向上のため、2021年3月4日から観測が開始された[10][16]。
- 1％単位で観測する[15]。

#### 風向風速
- 風の吹いてくる方向を、北、北北東、北東、東北東、東、東南東、南東、南南東、南、南南西、南西、西南西、西、西北西、北西、北北西の16方位で表す[15]。
- 風の速さを1m/s単位で観測する。アメダスデータ等統合処理システムへ移行した地点は0.1m/s単位で扱う。
- 発表値は観測時刻までの10分間平均値[15]。
- 風車型風向風速計から超音波式風向風速計への移行が進行中[15][9]。

#### 積雪
- 地面からの積雪高を1センチメートル単位で観測する[15]。
- 積雪面からの超音波反射時間を測定する超音波式積雪計からレーザーを用いた光電式積雪計への移行が進行中[9]。

#### 日照時間（廃止）
- 2021年3月2日付けで廃止[10]。太陽光が照射した時間を2分単位で観測する。アメダスデータ等統合処理システムへ移行された地点は1分単位、統計値は0.1時間単位で扱う。
  - 観測開始 - 太陽電池式日照計（旧型）
  - 1985年10月 - 太陽電池式日照計（新型）
  - 2005年10月 - 回転式日照計
  - 気象官署は測器が異なり、1996年1月までは回転式日照計、2月以降は太陽追尾式日照計を用いる。
  - 過去の統計は、太陽電池式日照計（旧型）の観測値は統計を切断し、平年値に用いる観測値は補正を施す。
  - 回転式日照計へ変更した地点は、統計を継続して平年値に用いる観測値は補正を施す。
  - 2021年3月2日13時、日照計による観測が廃止され、気象衛星観測データを用いた「推定気象分布（日照時間）」となる[16][10]。

### 機器配置と環境
気象データの精度向上のため、アメダス観測所やその他の気象観測所は、周囲の樹木や建物の影響を避けるため平坦で開けた場所に設置される。観測所内には小動物の侵入を防ぐ柵が設けられ、観測機器の直下には地面からの反射日射や雨粒の跳ね返りを抑制するため、30m2以上の芝生が敷かれるのが一般的である。また、観測には気象測器検定に合格した機器のみが用いられ（気象業務法9条）、故意に観測機器を壊した者には刑事罰が科される（37条）など観測機器自体にもデータ精度向上のための配慮がされている。さらに、特定の地形条件下での観測精度を確保するため、特殊な措置が講じられる場合もある。例えば、盆地内に位置し風の測定に影響を受ける雲仙岳特別地域気象観測所では、風速観測専用の測風塔を近くの絹笠山山頂に移設し、風の観測を行っている。
積雪計は日本海側や山岳地の豪雪地帯、北・東日本、西日本の一部に設置され、それ以外の地域では、積雪が非常にまれな沖縄県を除き各都府県の気象台に1か所ずつ設置されている。
観測所の詳細な所在地（地番）は公開していない。かつて「アメダス観測所を設置している機関に直接電話や訪問などが多々行われ」問題となった事例に配慮した施策である。
観測所が移転する場合であっても、気象庁は移転前と移転後の観測所の距離が5キロメートル以内、標高差が50メートル以内であれば、観測データを同じ場所のものとして扱う。

## 観測網
| 管区気象台     | 管轄地域                                                | A   | B   | C  | D   | E  | F | G | H | 計   |
| -------------- | ------------------------------------------------------- | --- | --- | -- | --- | -- | - | - | - | ---- |
| 札幌管区気象台 | 北海道地方                                              | 60  | 100 | 0  | 52  | 8  | 1 | 0 | 0 | 221  |
| 仙台管区気象台 | 東北地方                                                | 70  | 75  | 0  | 76  | 2  | 0 | 0 | 0 | 223  |
| 東京管区気象台 | 関東地方・新潟県・中日本（東海地方・北陸3県・甲信地方） | 169 | 66  | 4  | 141 | 3  | 1 | 2 | 2 | 388  |
| 大阪管区気象台 | 近畿2府4県・中国・四国地方（山口県を除く）              | 134 | 26  | 1  | 103 | 4  | 0 | 0 | 0 | 268  |
| 福岡管区気象台 | 九州・山口地方・奄美群島                                | 119 | 1   | 5  | 61  | 0  | 0 | 0 | 0 | 186  |
| 沖縄気象台     | 沖縄県                                                  | 18  | 0   | 0  | 7   | 0  | 0 | 0 | 0 | 25   |
| 計             | 計                                                      | 570 | 268 | 10 | 440 | 17 | 2 | 2 | 2 | 1311 |

表中のA - Hは次の気象要素を観測しているアメダスを指す（○は観測している要素、－は観測していない要素）。
| 観測している気象要素 | A  | B | C  | D  | E  | F  | G  | H  |
| -------------------- | -- | - | -- | -- | -- | -- | -- | -- |
| 気温                 | ○  | ○ | ○  | － | － | － | － | ○  |
| 降水量               | ○  | ○ | ○  | ○  | ○  | － | ○  | － |
| 日照時間             | ○  | ○ | － | － | － | － | － | － |
| 風向風速             | ○  | ○ | ○  | － | － | － | ○  | ○  |
| 積雪の深さ           | － | ○ | － | － | ○  | ○  | － | － |

## 一覧
観測所名の後の記号は、-:降水量のみ観測、*:積雪の深さも観測、-*:降水量と積雪の深さを観測。

### 札幌管区気象台管内

#### 北海道

##### 宗谷総合振興局
宗谷岬、稚内*（稚内地方気象台）、礼文、声問*（稚内空港）、浜鬼志別*、本泊（利尻空港）、沼川*、沓形、豊富*、浜頓別、中頓別*、北見枝幸*（特別地域気象観測所）、歌登*、幌延-

##### 上川総合振興局
中川、音威子府*、小車-、美深*、名寄*、西風連-、下川*、剣淵-、士別、朝日、和寒*、江丹別、比布、上川*、旭川*（旭川地方気象台）、東川、瑞穂-、層雲峡-*、東神楽*（旭川空港）、志比内、美瑛*、上富良野、白金-、富良野*、麓郷、金山-、幾寅*、占冠*、朱鞠内*、幌加内*

##### 留萌振興局
天塩*、遠別、初山別*、焼尻、羽幌*（特別地域気象観測所）、古丹別-*、達布、留萌*（特別地域気象観測所）、増毛、幌糠*

##### 石狩振興局
浜益、厚田*、新篠津*、山口、石狩*、江別、手稲山-、札幌*（札幌管区気象台）、小金湯-*、恵庭島松*、支笏湖畔、千歳*（新千歳空港）

##### 空知総合振興局
石狩沼田*、秩父別*、深川*、雨竜-、新城-、空知吉野、滝川*、赤平-、芦別*、浦臼-、月形、美唄*、岩見沢*（特別地域気象観測所）、栗沢-、長沼、夕張*、鹿島-、沼の沢-

##### 後志総合振興局
美国、神恵内、余市*、小樽*（特別地域気象観測所）、赤井川-*、共和*、蘭越*、倶知安*（特別地域気象観測所）、寿都*（特別地域気象観測所）、ニセコ-、真狩、喜茂別*、黒松内*

##### オホーツク総合振興局
雄武*（特別地域気象観測所）、興部、西興部*、紋別*（特別地域気象観測所）、紋別小向*（紋別空港）、湧別、滝上*、上藻別-、常呂、遠軽*、佐呂間*、網走*（網走地方気象台）、宇登呂*、丸瀬布-、白滝*、生田原、仁頃山-、北見*、女満別*（女満別空港）、東藻琴-、小清水、斜里*、留辺蘂*、境野、美幌、山園-、置戸常元-、津別*、津別二又-

##### 根室振興局
羅臼*、糸櫛別-、標津、上標津、中標津*、根室中標津*（中標津空港）、別海*、根室*（特別地域気象観測所）、納沙布、厚床*

##### 釧路総合振興局
川湯*、弟子屈、阿寒湖畔*、標茶*、鶴居*、中徹別*、塘路-、茶内原野-、榊町、阿寒-、鶴丘*（釧路空港）、太田*、二俣-、白糠*、釧路*（釧路地方気象台）、知方学

##### 十勝総合振興局
三股-、小利別-、陸別*、ぬかびら源泉郷*、柏倉-、上螺湾-、上士幌*、足寄、押帯-、本別*、新得*、鹿追、駒場、芽室*、帯広*（帯広測候所）、池田、留真-、浦幌*、帯広泉*（帯広空港）、糠内、上札内*、更別、大津、大樹*、広尾*（特別地域気象観測所）

##### 胆振総合振興局
安平-*、厚真、穂別*、大滝*、森野、苫小牧*（特別地域気象観測所）、大岸*、洞爺湖温泉-、カルルス-、白老*、鵡川、伊達、登別*、室蘭*（室蘭地方気象台）

##### 日高振興局
日高*、仁世宇-、旭-*、日高門別、新和、笹山-、静内*、三石、中杵臼*、浦河*（特別地域気象観測所）、目黒-*、幌満-、えりも岬

##### 渡島総合振興局
長万部*、八雲*、森*、大沼-*、川汲、北斗、函館*（函館地方気象台）、高松*（函館空港）、戸井泊-、知内-、木古内、千軒-*、松前、熊石*

##### 檜山振興局
せたな、今金*、奥尻、米岡（奥尻空港）、潮見-、鶉*、江差*（特別地域気象観測所）、石崎-

### 仙台管区気象台管内

#### 東北地方

##### 青森県
大間*、湯野川-、むつ*（特別地域気象観測所）、小田野沢、今別*、脇野沢*、市浦、蟹田、五所川原*、青森*（青森地方気象台）、大和山-、野辺地*、六ケ所、鰺ケ沢*、青森大谷*（青森空港）、七戸-、深浦*（特別地域気象観測所）、岳-、弘前*、黒石、酸ケ湯*、三沢、大鰐-、温川-、十和田*、八戸*（特別地域気象観測所）、碇ケ関*、休屋、戸来-、三戸*

##### 秋田県
八森、藤里-、陣馬-、藤原-、能代*、鷹巣*、大館、鹿角*、脇神（大館能代空港）、湯瀬、八幡平、男鹿真山-、男鹿、大潟、五城目*、阿仁合*、比立内-、桧木内-、秋田*（秋田地方気象台）、岩見三内、仁別-、鎧畑-、田沢湖高原-、雄和*（秋田空港）、角館*、田沢湖、大正寺*、大曲、本荘*、東由利、横手*、にかほ、矢島*、笹子-、湯沢*、東成瀬-、湯ノ岱*

##### 岩手県
種市、軽米、二戸*、大野-、山形、久慈*、荒屋、奥中山*、葛巻*、下戸鎖-、普代、岩手松尾*、一方井-、好摩、岩泉*、小本、葛根田-、滝沢-、薮川、雫石*、盛岡*（盛岡地方気象台）、区界*、刈屋-、宮古*（特別地域気象観測所）、沢内、紫波、川井、豊沢-、花巻（花巻空港）、大迫、附馬牛-、大槌-、山田、湯田*、遠野*、新町、金ヶ崎-、北上*、米里-、釜石、若柳、江刺、住田、祭畤-*、衣川-、大東-、陸前高田、大船渡*（特別地域気象観測所）、一関*、千厩

##### 宮城県
駒ノ湯*、気仙沼、鴬沢-、川渡*、築館、米山、志津川、加美-、古川*、桃生、雄勝-、泉ケ岳-、大衡、鹿島台、東松島、石巻*（特別地域気象観測所）、女川、新川*、塩釜、江ノ島、仙台*（仙台管区気象台）、岩沼-、名取（仙台空港）、白石*、蔵王、亘理、丸森、筆甫-

##### 山形県
飛島、酒田*（特別地域気象観測所）、酒田大沢-、差首鍋、浜中（庄内空港）、金山*、鶴岡、狩川*、新庄*（特別地域気象観測所）、瀬見-、向町*、櫛引-*、肘折*、尾花沢*、鼠ヶ関、荒沢-、村山、東根（山形空港）、大井沢*、左沢*、山形*（山形地方気象台）、長井*、上山中山-、小国*、高畠、中津川-、高峰、米沢*

##### 福島県
茂庭*、梁川、新地、桧原、福島*（福島地方気象台）、相馬、喜多方、鷲倉、飯舘、原町-、西会津*、猪苗代*、二本松、津島-、金山*、若松*（特別地域気象観測所）、船引、浪江、只見*、湖南-、郡山、川内、富岡-、南郷*、湯本*、長沼-、玉川*（福島空港）、小野新町、川前-、広野、田島*、白河*（特別地域気象観測所）、石川、桧枝岐*、舘岩-、古殿、平-、東白川、山田、小名浜（特別地域気象観測所）

### 東京管区気象台管内

#### 関東地方

##### 茨城県
花園-、北茨城、大子、徳田-、大能-、常陸大宮、中野-、日立、門井-、笠間、水戸*（水戸地方気象台）、古河、下館、柿岡-、美野里-、下妻、鉾田、坂東-、つくば*（高層気象台）、土浦、江戸崎-、鹿嶋、龍ケ崎

##### 栃木県
那須高原*、五十里、黒磯、土呂部*、大田原、奥日光*（日光特別地域気象観測所）、日光東町、塩谷、足尾-、高根沢-、那須烏山、鹿沼、宇都宮*（宇都宮地方気象台）、葛生-、真岡、足利-、佐野、栃木-、小山

##### 群馬県
藤原*、みなかみ*、片品-、草津*、沼田、中之条、田代、榛名山-、前橋*（前橋地方気象台）、黒保根-、桐生、上里見、伊勢崎、西野牧、藤岡-、館林、神流

##### 埼玉県
寄居、熊谷*（熊谷地方気象台）、上吉田-、鴻巣-、久喜、三峰-、秩父*（特別地域気象観測所）、浦山-、ときがわ-、鳩山、飯能-、さいたま*、越谷、所沢

##### 東京都
小河内、小沢-、青梅、練馬、八王子、府中、世田谷-、東京*（東京管区気象台）、江戸川臨海、羽田（東京国際空港）、大島（特別地域気象観測所）、大島北ノ山（大島空港）、利島-、新島（新島空港）、神津島（神津島空港）、三宅島（特別地域気象観測所）、三宅坪田（三宅島空港）、八重見ヶ原（八丈島空港）、八丈島（特別地域気象観測所）、青ヶ島-、父島（父島気象観測所）、母島-、南鳥島（南鳥島気象観測所）

##### 千葉県
我孫子（気象台記念公園）、香取、東庄-、船橋、佐倉、成田（成田国際空港）、銚子*（銚子地方気象台）、横芝光、千葉*（特別地域気象観測所）、茂原、木更津、牛久、坂畑、大多喜-、鋸南-、鴨川、勝浦（特別地域気象観測所）、館山（特別地域気象観測所）

##### 神奈川県
相模湖-、相模原中央-、日吉-、丹沢湖-、海老名、横浜*（横浜地方気象台）、平塚-、辻堂、箱根-、小田原、三浦

#### 中部地方
三重県を含む。

##### 長野県
野沢温泉*、信濃町*、飯山*、小谷-*、白馬*、鬼無里-、長野*（長野地方気象台）、笠岳-、大町*、信州新町、菅平*、聖高原-、上田、穂高、東御、軽井沢*（特別地域気象観測所）、上高地-、松本*（特別地域気象観測所）、松本今井（松本空港）、鹿教湯-、立科、佐久、白樺湖-、奈川、諏訪*（特別地域気象観測所）、北相木-、開田高原*、木祖薮原、辰野、高遠-、原村、野辺山、御嶽山-、木曽福島、伊那、宮田高原-、杉島-、須原-、南木曽、飯島、大鹿-、飯田*（特別地域気象観測所）、浪合、阿南-、南信濃

##### 山梨県
大泉、乙女湖-、韮崎、甲府*（甲府地方気象台）、勝沼、大月、上野原-、富士川-、古関、切石、河口湖*（特別地域気象観測所）、山中、南部

##### 静岡県
富士山（特別地域気象観測所）、白糸-、井川、有東木-、御殿場、富士、三島（特別地域気象観測所）、佐久間、春野-、川根本町、鍵穴-、清水、網代（特別地域気象観測所）、熊-、高根山-、静岡*（静岡地方気象台）、三ヶ日-、天竜、三倉-、土肥-、湯ケ島-、天城山-、浜松（特別地域気象観測所）、掛川-、菊川牧之原、静岡空港、松崎、稲取、磐田、御前崎（特別地域気象観測所）、石廊崎（特別地域気象観測所）

##### 愛知県
一宮-、愛西、小原-、稲武、茶臼山-、蟹江-、名古屋*（名古屋地方気象台）、豊田、阿蔵-、大府、岡崎、作手-、新城、セントレア（中部国際空港）、一色-、蒲郡、南知多、豊橋、伊良湖（特別地域気象観測所）、田原-

##### 岐阜県
河合*、神岡*、白川*、栃尾、御母衣-、清見-、高山*（特別地域気象観測所）、丹生川-、ひるがの-、六厩、船山-、宮之前、長滝*、荻原、関市板取-、八幡、宮地、樽見*、金山、付知-、美濃、伽藍-、黒川、揖斐川、美濃加茂、恵那、中津川、関ケ原*、大垣、岐阜*（岐阜地方気象台）、多治見、上石津-

##### 三重県
北勢-、桑名、四日市（特別地域気象観測所）、亀山、上野（特別地域気象観測所）、笠取山-、津*（津地方気象台）、名張-、白山-、小俣、粥見、鳥羽、藤坂峠-、南伊勢、阿児-、宮川-、紀伊長島、尾鷲（特別地域気象観測所）、熊野新鹿、御浜-

##### 新潟県
粟島、弾崎、高根-、村上、三面-、相川*（特別地域気象観測所）、両津、秋津（佐渡空港）、中条、下関*、新潟*（新潟地方気象台）、松浜*（新潟空港）、羽茂、新津*、瓢湖-、赤谷-、巻、寺泊、三条、村松-、津川*、宮寄上-、室谷-、長岡*、栃尾-、柏崎*、守門*、大潟、小国-、小出*、大湯-、高田*（特別地域気象観測所）、安塚*、川谷-、松代-、十日町*、糸魚川、能生*、筒方-、塩沢-、関山*、津南*、湯沢*、平岩-、樽本-

##### 富山県
朝日*、氷見*、魚津*、宇奈月-、伏木*（特別地域気象観測所）、富山*（富山地方気象台）、砺波*、秋ヶ島*（富山空港）*、大山-、上市、南砺高宮、八尾、立山芦峅-、五箇山-、猪谷-*

##### 石川県
珠洲*、輪島*（特別地域気象観測所）、門前-、三井（能登空港）、志賀、七尾*、羽咋、かほく、宝達志水-、金沢*（金沢地方気象台）、医王山-、小松、白山河内*、加賀中津原*、白山白峰-、舳倉島-

##### 福井県
三国、春江（福井空港）、越廼、福井*（福井地方気象台）、美山-、勝山、武生-*、大野*、九頭竜-*、今庄*、敦賀*（特別地域気象観測所）、美浜、大飯-、小浜*

### 大阪管区気象台管内

#### 近畿地方
三重県を除く。

##### 滋賀県
柳ケ瀬-*、今津*、長浜、朽木平良-、米原*、南小松、彦根*（彦根地方気象台）、近江八幡-、東近江、大津、信楽、土山

##### 京都府
間人、峰山-*、宮津、坂浦-、舞鶴*（特別地域気象観測所）、睦寄-、福知山、綾部-、三和-、本庄-、美山*、須知-、園部、京北-、京都*（京都地方気象台）、長岡京-、京田辺

##### 大阪府
能勢、茨木-、枚方、豊中（大阪国際空港）、大阪*（大阪管区気象台）、生駒山、堺、八尾（八尾空港）、関空島（関西国際空港）、河内長野-、熊取

##### 兵庫県
香住*、温泉-、豊岡*（特別地域気象観測所）、兎和野高原*、大屋-、八鹿-、和田山*、生野、柏原、佐用-、一宮、福崎、西脇、後川-、上郡、姫路（特別地域気象観測所）、三田、三木、西宮-、家島、明石、神戸空港、神戸*（神戸地方気象台）、郡家、洲本（特別地域気象観測所）、南淡

##### 奈良県
奈良*（奈良地方気象台）、針、田原本-、曽爾-、葛城-、大宇陀、五條、吉野-、天川-、上北山、風屋、下北山-、玉置山-

##### 和歌山県
葛城山-、かつらぎ、友ヶ島、和歌山*（和歌山地方気象台）、高野山、湯浅-、清水、護摩壇山-、龍神、川辺、本宮-、栗栖川、新宮、南紀白浜（南紀白浜空港）、西川、色川-、日置川-、潮岬（特別地域気象観測所）

#### 中国地方
山口県を除く。

##### 岡山県
上長田*、恩原-、千屋*、富-、奈義、今岡*、久世、津山*（特別地域気象観測所）、新見、下呰部-、旭西-、赤磐-、陣山-、吉備中央-、福渡、和気、高梁、日応寺（岡山空港）、佐屋-、矢掛-、岡山*（岡山地方気象台）、虫明、倉敷、笠岡、玉野

##### 広島県
高野*、道後山-、君田-、三次、庄原、東城-、八幡-*、大朝*、美土里-、油木、王泊-、加計、都志見-、甲田-、上下-、内黒山-、三入、安宿-、世羅、府中、佐伯湯来-、志和-、東広島、本郷（広島空港）、福山（特別地域気象観測所）、廿日市津田、広島（広島地方気象台）、竹原、生口島、大竹、呉（特別地域気象観測所）、倉橋-、呉市蒲刈

##### 島根県
西郷*（特別地域気象観測所）、西郷岬（隠岐空港）、海士、鹿島、斐川*（出雲空港）、松江*（松江地方気象台）、出雲、大東-、伯太-、佐田-、大田、掛合、横田*、福光-、赤名*、桜江-、川本、浜田（特別地域気象観測所）、瑞穂*、三隅-、弥栄*、波佐-、高津（石見空港）、益田、匹見、津和野、吉賀

##### 鳥取県
境*（特別地域気象観測所）、塩津、青谷、湖山（鳥取空港）、岩井、米子*（特別地域気象観測所）、倉吉*、鹿野-、鳥取*（鳥取地方気象台）、大山-*、関金-、佐治-、若桜-、江尾-、智頭*、茶屋

#### 四国地方

##### 徳島県
池田、穴吹、徳島*（徳島地方気象台）、半田-、京上、福原旭-、蒲生田、木頭、日和佐、海陽

##### 香川県
内海、高松*（高松地方気象台）、多度津（特別地域気象観測所）、滝宮、香南（高松空港）、引田、財田、竜王山-

##### 愛媛県
大三島、玉川-、今治、西条、新居浜、四国中央、富郷-、松山*（松山地方気象台）、松山南吉田（松山空港）、上林-、成就社-、長浜、中山-、久万、大洲、獅子越峠-、瀬戸、八幡浜-、宇和、宇和島（特別地域気象観測所）、近永、御荘

##### 高知県
本川、本山、池川-、繁藤-、大栃、魚梁瀬-、佐川-、高知*（高知地方気象台）、後免、南国日章（高知空港）、船戸-、鳥形山-、安芸、田野-、梼原、須崎、佐喜浜-、窪川、室戸岬（特別地域気象観測所）、江川崎、大正-、佐賀、宿毛（特別地域気象観測所）、中村、三崎、清水（特別地域気象観測所）

### 福岡管区気象台管内

#### 九州地方
山口県を含み、沖縄県を除く。

##### 山口県
須佐、萩（特別地域気象観測所）、油谷、篠生-、徳佐、羅漢山-、秋吉台、鹿野-、広瀬、豊田、東厚保-、山口*（特別地域気象観測所）、和田-、岩国、防府、下松、玖珂、下関*（下関地方気象台）、宇部（宇部空港）、柳井、安下庄

##### 福岡県
小呂島-、宗像、八幡、空港北町（北九州空港）、東谷-、行橋、飯塚（特別地域気象観測所）、前原、福岡*（福岡管区気象台）、博多（福岡空港）、大宰府、添田、早良脇山-、朝倉、英彦山-、久留米、耳納山-、黒木、柳川-、大牟田

##### 大分県
国見、中津、豊後高田、耶馬渓-、院内、杵築、武蔵（大分空港）、日田（特別地域気象観測所）、玖珠、湯布院、大分*（大分地方気象台）、佐賀関-、椿ヶ鼻-、臼杵、犬飼、竹田、佐伯、宇目、蒲江

##### 長崎県
鰐浦、厳原（特別地域気象観測所）、美津島（対馬空港）、芦辺、石田（壱岐空港）、平戸（特別地域気象観測所）、松浦、小値賀（小値賀空港）、佐世保（特別地域気象観測所）、頭ヶ島（上五島空港）、有川、大瀬戸、長浦岳-、大村（長崎空港）、諫早-、長崎*（長崎地方気象台）、雲仙岳（特別地域気象観測所）、島原、福江（特別地域気象観測所）、上大津（福江空港）、口之津、野母崎

##### 佐賀県
唐津、北山-、鳥栖-、伊万里、大町-、佐賀*（佐賀地方気象台）、嬉野、白石、川副（佐賀空港）

##### 熊本県
鹿北、南小国、岱明、菊池、阿蘇乙姫、熊本*（熊本地方気象台）、益城（熊本空港）、南阿蘇*、高森、宇土-、山都-、三角、甲佐、松島、本渡、八代、田浦-、山江-、五木-、水俣、一勝地-、人吉（特別地域気象観測所）、上、多良木-、湯前横谷-、牛深（特別地域気象観測所）

##### 宮崎県
高千穂、古江、鞍岡、日之影-、諸塚-、北方-、延岡（特別地域気象観測所）、椎葉-、日向、神門、西米良、都農-、高鍋、加久藤、西都、えびの-、小林、野尻-、国富-、宮崎*（宮崎地方気象台）、田野、赤江（宮崎空港）、都城（特別地域気象観測所）、深瀬-、油津（特別地域気象観測所）、串間

##### 鹿児島県
阿久根（特別地域気象観測所）、出水-、大口、紫尾山-、さつま柏原、中甑、川内、溝辺（鹿児島空港）、八重山-、東市来、牧之原、鹿児島*（鹿児島地方気象台）、輝北、大隅-、加世田、吉ケ別府-、志布志、喜入、鹿屋、肝付前田、枕崎（特別地域気象観測所）、指宿、内之浦、田代、佐多-、種子島（特別地域気象観測所）、中種子（種子島空港）、上中、屋久島（特別地域気象観測所）、尾之間、中之島、平島-、諏訪之瀬島-、小宝島-、宝島-、笠利（奄美空港）、名瀬（名瀬測候所）、喜界島（喜界空港）、古仁屋、天城（徳之島空港）、伊仙、沖永良部（特別地域気象観測所）、与論島（与論空港）

### 沖縄気象台管内

#### 沖縄県
伊是名、奥、国頭-、本部-、東-、粟国（粟国空港）、名護（特別地域気象観測所）、読谷-、北原（久米島空港）、久米島（特別地域気象観測所）、渡名喜、胡屋-、宮城島、渡嘉敷、那覇（沖縄気象台）、慶良間（慶良間空港）、安次嶺（那覇空港）、糸数、北大東（北大東空港）、南大東（南大東島地方気象台）、旧東（南大東空港）、下地（下地島空港）、宮古島（宮古島地方気象台）、鏡原（宮古空港）、城辺-、仲筋（多良間空港）、伊原間、所野（与那国空港）、与那国島（特別地域気象観測所）、川平-、西表島（特別地域気象観測所）、石垣島（石垣島地方気象台）、盛山（石垣空港）、大原、波照間、志多阿原（波照間空港）

## その他
「アメダス」の「ダス」をもじったり、英語訳のDAS（=Data Acquisition System）になぞらえたりして、名称や略称を「○○ダス」とする例は本システムの他にも見られる。鉄道において地震の発生時に速報を行うユレダス、バンダイが発売している商品名のカードダスなどは典型的な例である。「イミダス」の印象と相まって、情報システムやデータベースなどの名称に使われることも多い。